# بيفرلي بوكانان
بيفرلي بوكانان (بالإنجليزية: Beverly Buchanan)‏ هي فنانة تشكيلية وفنانة أمريكية، ولدت في 8 أكتوبر 1940 في فاكواي فارينا في الولايات المتحدة، وتوفيت في 4 يوليو 2015 في آن آربر في الولايات المتحدة.

## وصلات خارجية
- الموقع الرسمي